# برچواتس
برچواتس (به صربی: Berčevac) یک منطقهٔ مسکونی در صربستان است که در پریچو واقع شده‌است. برچواتس ۴٫۱۱ کیلومتر مربع مساحت و ۱۹ نفر جمعیت دارد.